# Úhřetice
Úhřetice (en allemand : Aurschetitz) est une commune du district de Chrudim, dans la région de Pardubice, en République tchèque. Sa population s'élevait à 487 habitants en 2022.

## Géographie
Úhřetice se trouve à 7 km au nord-est de Chrudim, à 9 km au sud-est de Pardubice et à 103 km à l'est de Prague.
La commune est limitée par Pardubice au nord, par Úhřetická Lhota au nord-est, par Dvakačovice au nord-est, par Vejvanovice à l'est et au sud-est, par Chrudim au sud-ouest, et par Tuněchody à l'ouest.

## Histoire
La première mention écrite de la localité date de 1349.

## Galerie

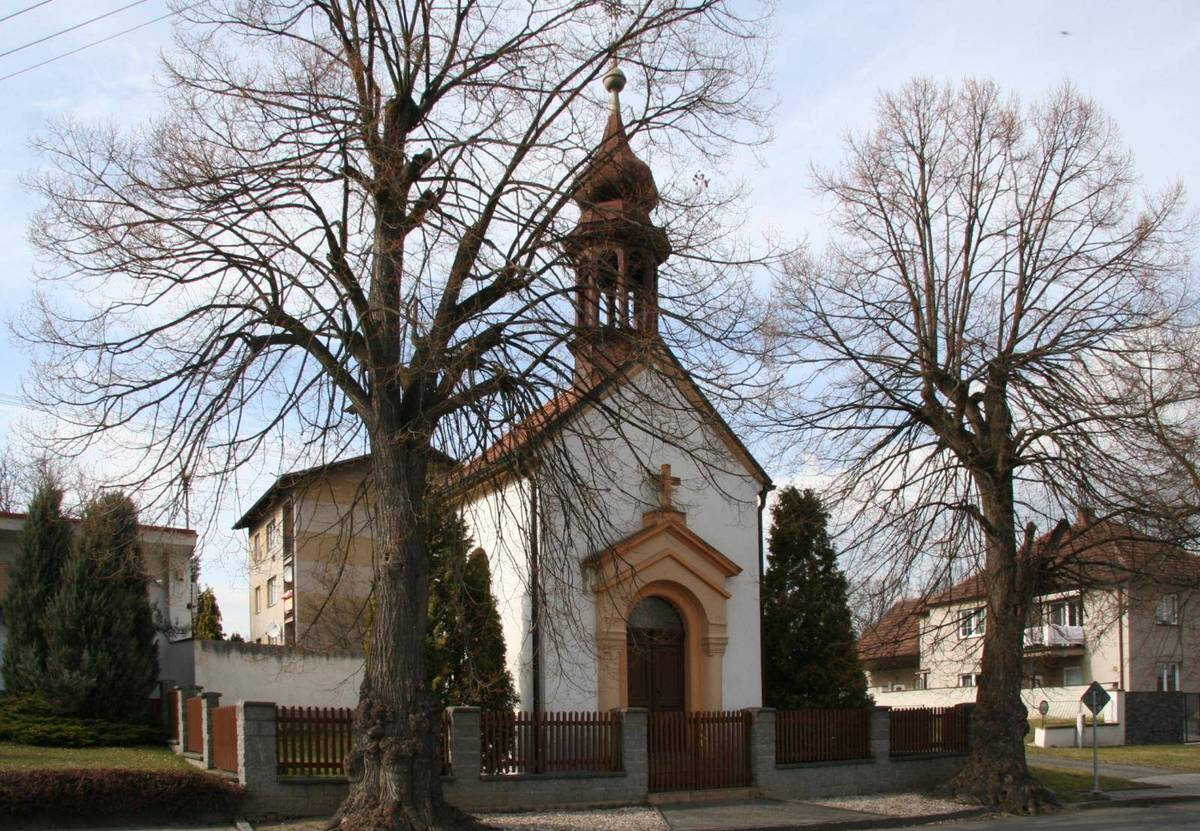
Chapelle à Úhřetice.
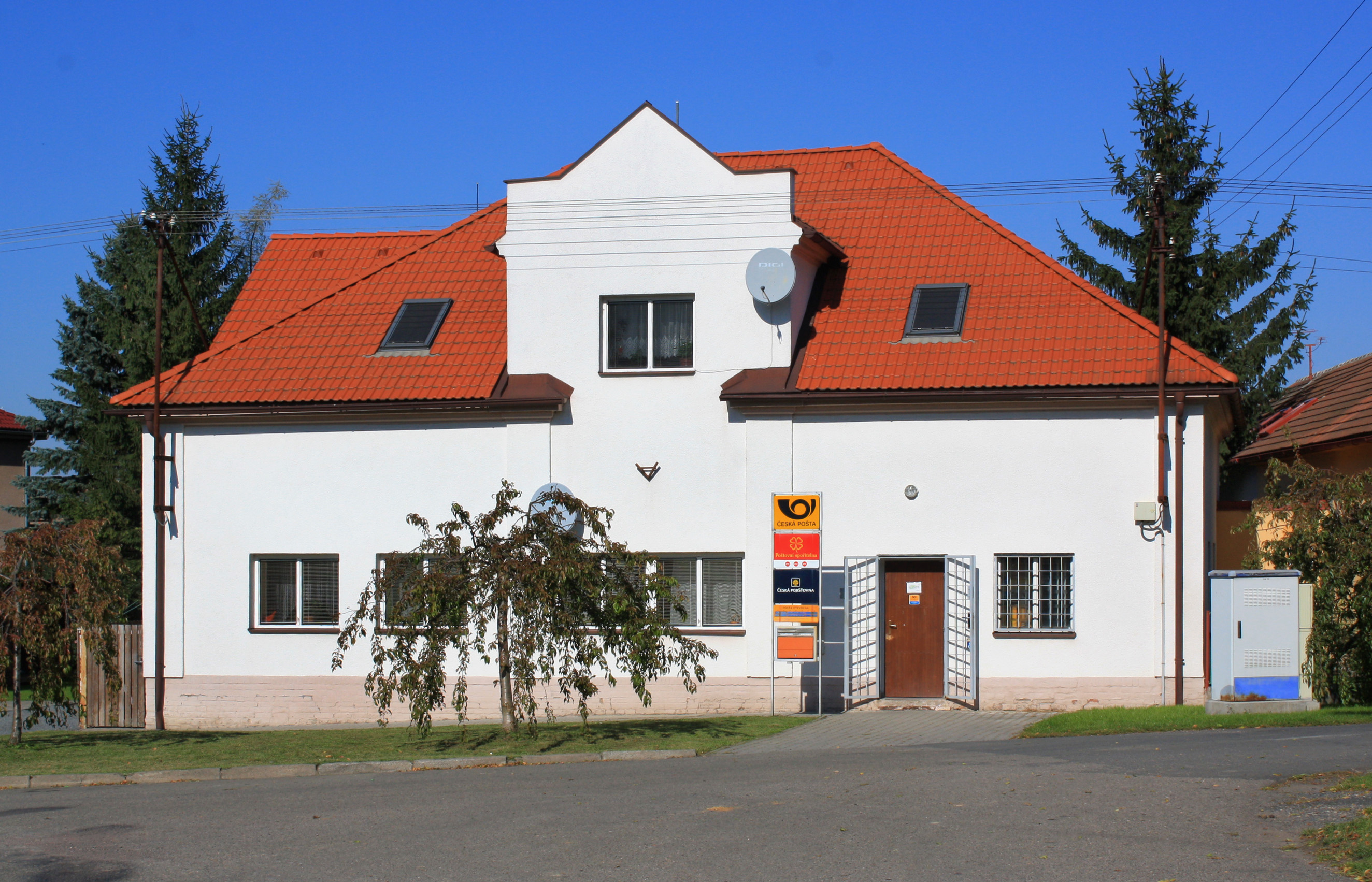
Úhřetice : la poste.

## Transports
Par la route, Úhřetice se trouve à 4 km du centre de Hrochův Týnec, à 8 km de Chrudim, à 11 km de Pardubice et à 129 km de Prague. 